# Kepler-32
Kepler-32 è una stella nella costellazione del Cigno con un sistema di cinque pianeti noti.
La stella, di tipo spettrale M, è una piccola nana rossa con una temperatura superficiale attorno ai 3900 K, una massa del 58% di quella del Sole ed un raggio del 53% di quello della nostra stella.

## Sistema planetario
La scoperta dei primi due pianeti, b e c, è avvenuta nel 2012 con il metodo del transito attraverso le osservazioni del telescopio spaziale Kepler. Nell'aprile del 2013, variazioni sui tempi di transito dei due pianeti noti hanno confermato la presenza di tre ulteriori pianeti, di dimensioni inferiori a quelli precedentemente scoperti. Non sono note con precisione le masse dei pianeti, ma i raggi suggeriscono che i tre pianeti più esterni siano dei giganti gassosi, mentre i due pianeti più vicini alla stella madre, con un raggio rispettivamente di 1,4 e 1,7 volte quello terrestre, siao probabilmente dei pianeti di tipo roccioso. 
Tutti i pianeti sono piuttosto vicini alla stella per avere condizioni atte a ospitare la vita così come noi la conosciamo, anche il più esterno, Kepler-32 d orbitando a 0,129 UA dalla stella madre, ha una temperatura di equilibrio stimata di circa 350 K, ossia 77 °C, inoltre si tratta di un pianeta gassoso del tipo mininettuno senza superficie solida. 

### Prospetto sul sistema
Sotto, un prospetto dei pianeti di Kepler-32, in ordine di distanza dalla stella.
| Pianeta | Tipo              | Massa  | Raggio  | Periodo orb.   | Sem. maggiore | Incl. orbita |
| ------- | ----------------- | ------ | ------- | -------------- | ------------- | ------------ |
| f       | Pianeta terrestre | —      | 1,7 R⊕  | 0,743 giorni   | 0,013 UA      | 80.21°       |
| e       | Pianeta terrestre | —      | 1,42 R⊕ | 2,896 giorni   | 0,033 UA      | 86.52°       |
| b       | Gigante gassoso   | 4,1 MJ | 2,23 R⊕ | 5,90124 giorni | 0,05 UA       | 87.66°       |
| c       | Gigante gassoso   | 0,5 MJ | 2,11 R⊕ | 8,752 giorni   | 0,09 UA       | —            |
| d       | Gigante gassoso   | —      | 2,5 R⊕  | 22,781 giorni  | 0,129 UA      | 88.81°       |